# Giovanni il Buono (santo)
Giovanni il Buono (Recco, ... – Milano, 651?) è stato il 36º vescovo di Milano ed il 15º di Genova ed è venerato come santo dalla Chiesa cattolica.

## Agiografia
Esiste una sola attestazione storica riguardo alla sua vita, che consiste nella sottoscrizione degli atti risolutivi prodotti dal Concilio Lateranense del 649, convocato da papa Martino I. Tutte le altre notizie sulla sua vita ci vengono da un componimento poetico: il testo è un ritmo di epoca molto più tarda (circa 5 o 6 secoli successiva), composto probabilmente tra l'XI e il XIII secolo e, comunque, non prima dell'XI secolo. L'attendibilità di tale fonte è discussa dagli storici e le informazioni in essa contenuta vanno maneggiate "con cautela dagli storici".
In un versetto di tale opera, si legge Villa Camuli, nascitor Joannes, Valle Rechi: la frase è ambigua e può significare che è nato a Camogli, così come a Recco, entrambe cittadine della Riviera ligure di levante. Ancora bambino sarebbe stato condotto a Milano, dove studiò e dove venne fatto chierico della Chiesa metropolitana. Successivamente, essendosi fatto apprezzare per le sue doti umane e per la sua intelligenza, sarebbe stato acclamato vescovo della città.
Di fatto, dal 573 i vescovi di Milano risiedevano in esilio volontario a Genova a causa delle persecuzioni di matrice ariana. Quando Rotari conquistò nel 641 la Liguria fino a Ventimiglia, il vescovo Forte fuggì probabilmente dalla città e si rifugiò presso il Papa. Giovanni assunse l'episcopato al suo posto, probabilmente nel 641, e riportò la sede a Milano nel 649. Secondo la fonte poetica, lo stesso anno Giovanni avrebbe fondato la pieve dei santi Siro e Materno di Desio.
Durante il Sinodo del Laterano (ottobre 649), convocato da papa Martino I contro il monotelismo e il monoenergismo, combattuti soprattutto da Massimo il Confessore, Giovanni sottoscrisse le risoluzioni conciliari, ma giunse a Roma a lavori conclusi.
Il carme onorifico indica la sua morte al 669.
Una tradizione ritiene che Giovanni sarebbe morto nel 653 e che sarebbe stato sepolto nella cappella funeraria della chiesa (oggi scomparsa) di San Michele subtus domum (San Michele in Duomo), cioè annessa all'episcopio, da lui fondata. Altre fonti propendono per una data di morte al 651, ritenendo la datazione del testo poetico una forzatura dell'autore per conciliare la cronotassi episcopale con le lacune delle fonti disponibili.
Il carme di cui sopra fa dipendere l'appellativo "Bono" dalla sua umiltà e generosità proverbiali:

## Il culto
Il vescovo Ariberto, quasi quattro secoli più tardi, ne ravvivò il culto nella diocesi di Milano dopo che ne ebbe ritrovato il corpo (che si credeva perduto). Fu poi Carlo Borromeo, il 24 maggio 1582, a trasferire solennemente le reliquie di Giovanni dall'ormai cadente San Michele in Duomo, in un altare che fu poi eretto in suo onore. Più recentemente, nel 1951, il cardinale Ildefonso Schuster dispose una nuova ricognizione dei resti del santo (che misurano 190 cm d'altezza), e li ricompose quindi in un'urna metallica.
Esiste un gemellaggio tra la cittadina di Recco e la città di Milano: tutti gli anni a Milano alla vigilia della domenica delle Palme, una delegazione di fedeli e di cittadini di Recco giunge nel capoluogo lombardo per donare all'arcivescovo e alla città di Milano fronde di ulivo e rami di palma per la solenne celebrazione liturgica che rievoca l'entrata di Gesù in Gerusalemme. Guidata dal parroco e dal sindaco, la delegazione si reca innanzitutto in Duomo, raccogliendosi in preghiera davanti all'altare dedicato a san Giovanni il Buono.
Nel quartiere Sant'Ambrogio di Milano (municipio 6, Via San Paolino) c'è la chiesa parrocchiale a forma di tenda dedicata a San Giovanni Bono, che ha lo stesso parroco (stessa unità pastorale) della chiesa di Santa Bernardetta, situata circa 500 metri più a est (Via Boffalora/Via Barona), con gli oratori uniti denominati "Berni & Bono".